# Finkarby
Finkarby – miejscowość (tätort) w Szwecji, w regionie administracyjnym (län) Sztokholm (gmina Nykvarn).
Miejscowość jest położona w prowincji historycznej (landskap) Södermanland, na zachód od Södertälje. Na południe od miejscowości przebiega trasa E20.
W 2010 roku Finkarby liczyło 214 mieszkańców.